# Pont-sur-Seine
Pont-sur-Seine ist eine französische Gemeinde mit 1117 Einwohnern (Stand 1. Januar 2022) im Département Aube in der Region Grand Est; sie gehört zum Arrondissement Nogent-sur-Seine und zum Kanton Nogent-sur-Seine. Pont-sur-Seine liegt an der Seine zwischen Romilly-sur-Seine und Nogent-sur-Seine.

## Geschichte
Das 1814 von deutschen Truppen niedergebrannte Schloss hatte Napoleon seiner Mutter geschenkt, Madame Mère.  
Im Jahr 1961 verübte Henri Manoury hier einen Bombenanschlag auf Charles de Gaulle.
Pont-sur-Seine besaß, von 1857 an, einen Bahnhof an der Bahnstrecke Paris–Mulhouse.

### Bevölkerungsentwicklung
- 1962: 0722
- 1968: 0734
- 1975: 0925
- 1982: 0994
- 1990: 0887
- 1999: 0935
- 2007: 0984
- 2016: 1161

## Sehenswürdigkeiten

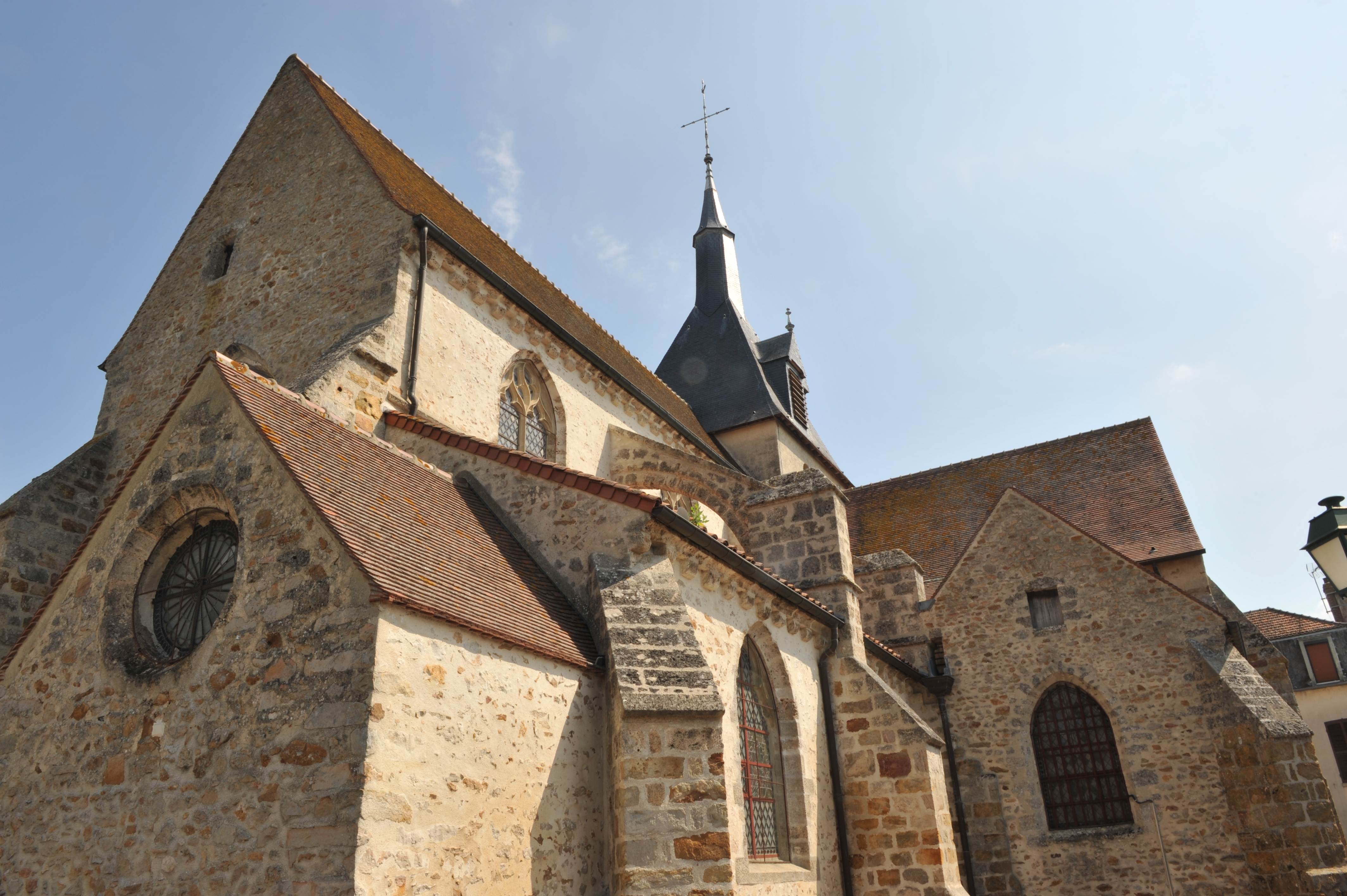
Kirche Saint-Martin

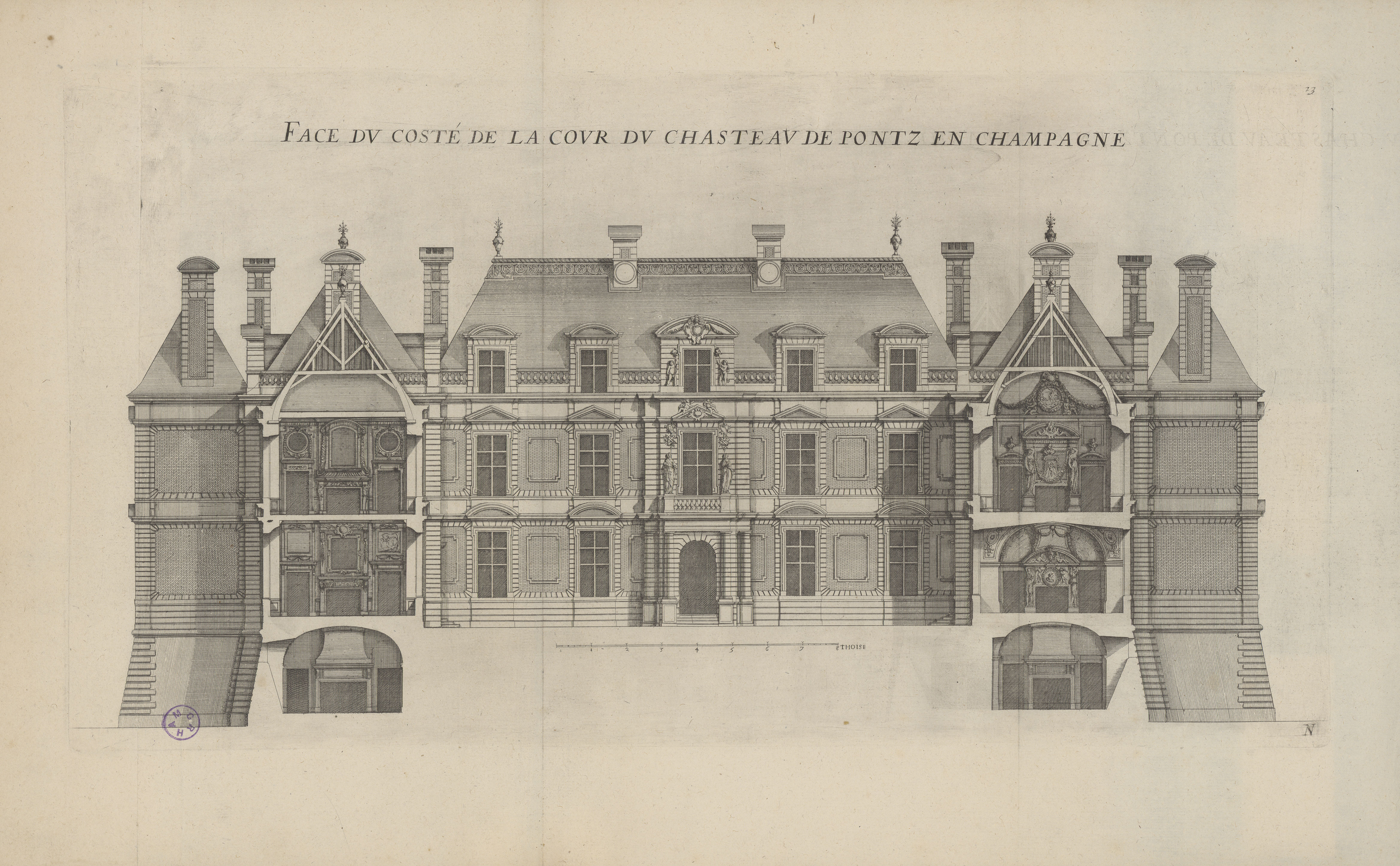
Das 1814 zerstörte Schloss

- Kirche Saint-Martin, erbaut ab dem 12. Jahrhundert (Monument historique)

## Persönlichkeiten
- Nicolas I. Boucherat (1515–1586), Abt von Cîteaux